# BO Tech
BO Tech（BOTech／BOテック／ビーオーテック）とはBack Office（バックオフィス）× Technologie（テクノロジー）の造語。
クラウドなどITの活用を通じて経理・労務・人事など管理部門の業務プロセスを効率化するソリューションやサービスを指す。

## 概要
経理・財務・人事・労務・総務などの企業管理部門を担うバックオフィス業務において、特に紙帳票の使用や膨大な手入力を必要とする事務作業はムダが多く、ミスや事故の温床ともなっており、長らくその負担が業務効率を著しく低下させる要因となってきた。
こうした課題に対し、2000年代よりSoftware as a Service (SaaS) 系スタートアップ企業を中心に、クラウドを用いて様々な情報を一元管理することで、業務プロセスの自動化・システム化を実現するソフトウェア提供者が相次いで出現。とりわけ反復的なルーティンワークの多い事務作業において、先進技術を用いたサービスによるシステム化は圧倒的な効率化をもたらした。
またクラウドは従来のシステム構築に比べてはるかに低コストで早期に運用可能なため急速に広まりをみせており、バックオフィス業務だけでも経費精算や給与計算、会計処理、請求書や見積書などのWEB帳票発行、各種ワークフロー作成、契約手続など、その領域は多岐にわたり、ビーオーテックの市場規模は年々拡大している。
近年、人口減少や過重労働問題への対策として政府主導の「働き方改革」が推進されるなか、これまで人が行ってきたアナログな業務プロセスをITを通じてシステム化するデジタルトランスフォーメーションの機運が高まっており、バックオフィスの生産性向上に欠かせないツールとして、規模の大小を問わず様々な企業でビーオーテックの導入が進んでいる。
ビーオーテックを活用することで、企業はノンコア業務におけるこれまでのアナログで単純な作業の工数を大幅に削減し、従業員をより戦略的で創造的なコア業務に充てられるメリットがある一方、従業員も単純作業のムダやストレスが軽減されることにより、就労環境に対する満足度や勤労意欲が向上するという効果がある。